# 三輪恵未
三輪恵未（みわ めぐみ、1987年3月19日 - ）は、日本の元女優、アイドル。神奈川県横浜市出身。三輪ひとみ、三輪明日美の実妹。

## 人物
1990年代末から2000年代初頭にかけての時期に芸能活動を行っていた。近年では目立った活動を全く行っておらず、所属事務所である三輪ミュージックオフィスの公式サイトにも名前が無い。
かつて姉のひとみは自身の公式ウェブ日記にて「現在は大学生として勉学に励んでいる」という旨を述べている。

## 出演

### 映画
- 害虫（2002年3月16日、日活） - 多恵 役